# 刁蛮公主逍遥王
《刁蛮公主逍遥王》，是2002年上海新文化传媒集团股份有限公司出品、发行的电视剧，由温成林执导，天心、邵峰、午马、王冰主演，以五代十国为背景，讲述了南平国凤仪公主、后蜀逍遥王孟涛的爱情故事。本片在青岛超群影城拍摄。

## 演員表
| 演員   | 角色      | 备注                             |
| 天心   | 高凤仪    | （配音：李晔）                   |
| 邵峰   | 孟涛/龙涛 | （配音：赵铭） 蜀国逍遥王        |
| 午马   | 铁文丞    | （配音：李传缨）南平国丞相       |
| 王冰   | 尹剑      | （配音：沈磊）尹全通义子         |
| 李飞   | 杨思禄    | （配音：张欣）南平国大将军       |
| 王克   | 尹全通    | （配音：王玮）南平国文臣         |
| 刘禹   | 龙飞      | （配音：翟巍）孟涛部下           |
| 童唯佳 | 春风      | （配音：江元）                   |
| 梦洁   | 夏雨      | （配音：黄笑嬿）                 |
| 童蕾   | 秋霜      | （配音：冯骏骅）                 |
| 王茜   | 冬雪      |                                  |
| 李丁   | 南平王    | （配音：袁国庆）                 |
| 佘南南 | 仙柔王后  | （配音：范楚绒）                 |
| 刘佩琦 | 华英      | 神医                             |
| 赵毅   | 华云      |                                  |
| 高亮   | 孟昶      | （配音：金锋）蜀国皇帝，孟涛皇弟 |
| 张健   | 幻幻生    |                                  |

## 制作人员
- 出品人：郑晓龙
- 制作人：孟棣
- 监制：王建琪、李俊明
- 导演：温成林
- 副导演（助理）：高云亮
- 编剧：何述诚
- 摄影：王骞、王亚光、金怀耀、江友肆
- 剪辑：王党纯
- 道具：张军、薛吉献
- 艺术指导：陈莹
- 美术设计：闫贵生
- 造型设计：王松章、覃汉林
- 服装设计：郭常凤
- 动作指导：高战
- 视觉特效：王党纯
- 灯光：陈修宜、黄德峰、杨越峰、张传敏
- 发行：杨振华、石惠、钟燕
- 场记：王颖、董雪

## 外部連結
- 《刁蛮公主逍遥王》（豆瓣）